# Aristion di Paros
Aristion di Paros (VI secolo a.C.) è stato uno scultore greco antico, attivo in Attica nella seconda metà del VI secolo a.C.
Dello scultore Aristion di Paros, contemporaneo di Endoios, ci restano testimonianze esclusivamente epigrafiche e tutte pertinenti a monumenti funerari. Fu originario di Paro, ma attivo in Attica dove si trasferì forse, come altri artisti del periodo, sotto la pressione dell'avanzata persiana, attratto dalle numerose possibilità offerte dalla corte dei Pisistratidi e dalla positiva congiuntura economica verificatasi ad Atene a partire dal 560 a.C. circa.
Le testimonianze epigrafiche relative ad Aristion di Paros sono quattro, ma solo due giunte integre e quindi certe.
Le due parti che compongono la base di marmo di quello che viene chiamato il monumento di Antilochos (Museo epigrafico di Atene 10647-8) sono state trovate separatamente nei pressi dell'Agorà di Atene. In base alla forma dell'incavo presente nella parte superiore sembra che la base dovesse reggere una colonna a sua volta sormontata da una sfinge o da un kouros. Il reperto è stato datato intorno al 540-530 a.C. Simile alla nota base iscritta collegata alla Kore Phrasikleia è la base per il monumento di Xenophantos, proveniente dal Ceramico la cui iscrizione frammentaria è stata reintegrata come firma di Aristion di Paros su base stilistica, essendo l'etnico l'unica parte rimasta (Museo epigrafico di Atene 10642). Infine, un'ulteriore integrazione è stata operata da Antony E. Raubitschek riunendo due frammenti (uno al Museo epigrafico di Atene, l'altro al British Museum) di una colonna dorica destinata a reggere probabilmente un monumento funerario simile ai precedenti.